# Epischoenus villosus
Epischoenus villosus är en halvgräsart som beskrevs av Margaret Rutherford Bryan Levyns. Epischoenus villosus ingår i släktet Epischoenus och familjen halvgräs. Inga underarter finns listade i Catalogue of Life.